# Superintendencia de Seguros de la Nación
En Argentina, la Superintendencia de Seguros de la Nación (SSN) es un organismo perteneciente al Poder Ejecutivo de ese país. Es un organismo descentralizado del Ministerio de Economía.
Creada a través del Decreto N.º 108.295 del 21 de junio de 1937, con el objeto de regular y controlar la actividad aseguradora.
Con posterioridad se fueron dictando normas legales que, aún vigentes en nuestros días, conforman el marco de desenvolvimiento de la actividad aseguradora: 
- La Ley N.º 17.418 del 30 de agosto de 1967, que legisla sobre la naturaleza y características del contrato de seguros.
- La Ley N.º 20.091 (texto ley 24.241) del 11 de enero de 1973, que regula el régimen de funcionamiento de las entidades de seguros y sobre los deberes y atribuciones de la Superintendencia de Seguros de la Nación.
- La Ley N.º 22.400 del 11 de febrero de 1981, que establece el sistema de intermediación en seguros a través de los productores asesores de seguro y sociedades de productores.
- La Ley N.º 24.240 (texto ley 26.361) del 22 de septiembre de 1993 que prevé la tutela del consumidor.
- La Ley N.º 24.557 del 13 de septiembre de 1995, que acuerda el sistema de prevención de riesgos y reparación de daños derivados del trabajo.
- La Ley N.º 25.246 (texto ley 26.268) del 13 de abril de 2000 que acuerda protección penal frente al lavado de activos de origen ilícito y el financiamiento del terrorismo, y que incluye dispositivos particulares para el sector seguros.

## Nómina de Superintendentes
| N.º              | Nombre                        | Periodo                                           |
| Superintendente  | Superintendente               | Superintendente                                   |
| ---------------- | ----------------------------- | ------------------------------------------------- |
| 1                | Luis César Sáenz              | 21 de junio de 1937 - 16 de noviembre de 1943     |
| 2                | Silverio Vegega               | 17 de noviembre de 1943 - 7 de junio de 1944      |
| Director general |                               |                                                   |
| 3                | Amaro Avalos                  | 8 de junio de 1944 - 18 de enero de 1945          |
| 4                | Bernabé Pistarini             | 19 de enero de 1945 - 8 de octubre de 1945        |
| 5                | Justo Carasales Costa         | 9 de octubre de 1945 - 6 de diciembre de 1946     |
| 6                | Julio Miguel Valle            | 7 de diciembre de 1946 - 26 de junio de 1952      |
| 7                | Angel Benito Vuolo            | 27 de junio de 1952 - 27 de julio de 1954         |
| 8                | Jorge Peña                    | 25 de agosto de 1954 - 10 de noviembre de 1955    |
| Superintendente  |                               |                                                   |
| 9                | Félix Gabriel Bordelois       | 11 de noviembre de 1955 - 30 de junio de 1958     |
| 10               | Nelio Benito Cattáneo         | 1 de julio de 1958 - 8 de junio de 1961           |
| 11               | Héctor Nicolás Masse          | 9 de junio de 1961 - 21 de octubre de 1963        |
| 12               | José Enrique Bruchou          | 22 de octubre de 1963 - 5 de julio de 1966        |
| 13               | Augusto José Vázquez          | 6 de julio de 1966 - 14 de junio de 1973          |
| 14               | Miguel Antonio Peláez         | 15 de junio de 1973 - 14 de abril de 1976         |
| 15               | Marcelo Gowland Acosta        | 15 de abril de 1976 - 5 de octubre de 1981        |
| 16               | Víctor Adrián Spitaleri       | 6 de octubre de 1981 - 12 de enero de 1982        |
| 17               | Eduardo Alberto Toribio       | 13 de enero de 1982 - 6 de octubre de 1982        |
| 18               | Ismael Alchourron             | 7 de octubre de 1982 - 3 de enero de 1983         |
| 19               | Oscar Luis Crosetto           | 4 de enero de 1983 - 6 de marzo de 1986           |
| 20               | Diego Pedro Peluffo           | 7 de marzo de 1986 - 31 de julio de 1989          |
| 21               | Alberto Fernández             | 1 de agosto de 1989 - 8 de diciembre de 1995      |
| 22               | Claudio Omar Moroni           | 9 de diciembre de 1995 - 10 de febrero de 1998    |
| 23               | Daniel Di Nucci               | 11 de febrero de 1998 - 21 de febrero de 2000     |
| 24               | Ignacio Warnes                | 21 de febrero de 2000 - 9 de abril de 2001        |
| 25               | Juan Pablo Chevallier Boutell | 10 de abril de 2001 - 30 de noviembre de 2001     |
| 26               | Rubén Domingo Poncio          | 1 de diciembre de 2001 - 4 de febrero de 2002     |
| 27               | Claudio Omar Moroni           | 5 de febrero de 2002 - 5 de octubre de 2004       |
| 28               | Miguel Baelo                  | 6 de octubre de 2004 - 13 de enero de 2009        |
| 29               | Gustavo Marcelo Medone        | 13 de enero de 2009 - 4 de noviembre de 2010      |
| 30               | Francisco Durañoña            | 5 de noviembre de 2010 - 10 de diciembre de 2011  |
| 31               | Juan Bontempo                 | 10 de diciembre de 2011 - 10 de diciembre de 2015 |
| 32               | Edgardo Isaac Podjarny        | 11 de diciembre de 2015 - 14 de enero de 2017     |
| 33               | Juan Pazo                     | 14 de enero de 2017 - 21 de febrero de 2020       |
| 34               | Adriana Guida                 | 21 de febrero de 2020 - 10 de diciembre de 2023   |
| 35               | Guillermo Plate               | 11 de diciembre de 2023 - en el cargo             |

## Misión
La SSN tiene como función proteger los derechos de los asegurados en Argentina mediante la supervisión y regulación del mercado asegurador para un desarrollo sólido con esquemas de controles transparentes y eficaces.